# Louis Nilson
Louis Nilson, född 7 maj 1870 i Gissleberga, Malmöhus län, död 23 april 1963, var en svensk målare och möbelarkitekt.
Han var son till lantbrukaren Nils Bengtsson och Karna Larsdotter samt från 1945 gift med läraren Karin Ohlson. Nilson vistades i Amerika 1890-1894 och inledde sina konststudier vid återkomsten till Sverige för Fredrik Krebs i Lund innan han fortsatte vid Högre konstindustriella skolan i Stockholm 1896-1897 och vid Académie Colarossi i Paris 1897-1898. Därefter bedrev han självstudier i Rom, Neapel och Pompeji 1898-1899, Grekland, Turkiet och Italien 1899-1900 innan han återvände till New York där han vistades något år. I början av 1900 etablerade han en möbelateljé i Malmö där han formgav möbler i den fantasistil som var på modet runt sekelskiftet. Som möbelarkitekt invaldes han i Skånska konstnärslaget 1903. Flera av hans möbelskisser publicerades i Lundagillets tidskrift Finn. Han medverkade med en driven silverbål som han formgett i Skånska konstnärslagets första utställning på Malmö museum 1903. Omkring 1915-1916 övergick han helt till bildkonsten och han medverkade i Skånes konstförenings höstutställning i Malmö 1916 med en serie stilleben och var därefter en regelbunden utställare i föreningens regi. Separat ställde han bland annat ut i Malmö, Helsingborg och Lund. Hans konst består av arkitekturmotiv, stilleben, porträtt, figurer, interiörbilder och landskapsskildringar från Sverige, Italien och Frankrike utförda i olja eller akvarell. Nilson är representerad vid bland annat Nationalmuseum, Malmö museum, Lunds universitets konstmuseum och Tomelilla konstsamling.